# 上杉持朝
上杉 持朝（うえすぎ もちとも）は、室町時代中期の武将・守護大名。扇谷上杉家当主。相模国守護。

## 生涯
応永23年（1416年）、上杉氏定の次男として誕生。応永23年（1416年）の上杉禅秀の乱において父・氏定が戦死し、跡を継いだ兄・持定もまもなく亡くなったため、従弟で小山田上杉家の上杉定頼の補佐を受ける形で家督を継承する。
史料上の初見は、永享5年（1433年）に扇谷上杉家の所領内の武蔵国久良岐郡にあった徳恩寺本地堂の棟札（「藤原朝臣持朝」）であり、当時元服から程ない17歳であった。なお、扇谷上杉家の当主は通字である「定」と鎌倉公方（当時の公方は足利持氏）の一字を受けて実名としていたが、既に兄の持定が既にその名乗りを用いていたため、通字である「定」の代わりに祖先である上杉朝定の「朝」を用いて、「持朝」と名乗った。
永享11年（1439年）の永享の乱では関東管領・上杉憲実に従って持氏討伐に功績を挙げた。翌永享12年（1440年）の結城合戦でも幕府軍の副将を務めて武功を挙げている。結城合戦後、憲実は隠退を表明し、後継者に指名された弟・清方の力量に不安を覚えた幕府は憲実の復帰を説得する一方で、清方の補佐として持朝の協力を期待した。永享の乱後に持朝は修理大夫に任ぜられ、続いて結城合戦後、遅くても文安4年（1447年）までには相模守護に任ぜられた。更に清方が急死して、憲実の子である憲忠が関東管領に就任すると、娘を憲忠に嫁がせたことにより、持朝は実力者として認められることになる。
文安6年（1449年）、持氏の子の足利成氏が鎌倉公方に復帰すると、かつて持氏を滅ぼしたことを憚り、嫡男・顕房に家督を譲って出家し、道朝と号した。
享徳3年（1454年）、憲忠が成氏に暗殺されると（享徳の乱）、持朝は憲忠の弟・房顕を新たな関東管領に擁して、自身は裏で実権を牛耳った一方、康正元年（1455年）の分倍河原の戦いにおいて顕房が成氏軍に討たれ、それ以降は持朝が再び当主として活動している。これにより古河公方となった成氏と敵対関係となったため、成氏に対抗するために長禄元年（1457年）には家宰の太田道真・道灌父子に命じて河越城・江戸城、そして岩槻城の三城を築城させ、自らは河越城を居城とし、武蔵の分国化を進めた。
ところが寛正元年（1462年）、今度は兵粮料所の設置を巡る争いから堀越公方となっていた足利政知と敵対関係となる。このため持朝は政知を支援する8代将軍・足利義政からの詰問を受ける。結果、持朝の代わりに責任を負う形で大森氏頼・三浦時高・千葉実胤の3重臣が引退することになり、持朝の勢力は大いに低下した。これを機に持朝は成氏と和睦して政知と争おうとしたが、その和議を果たせずして応仁元年（1467年）9月6日、52歳で死去した。
跡は顕房の遺児で孫の政真が継いだが、文明5年（1473年）、武蔵五十子の戦いにおいて戦死し、その跡を持朝の三男で顕房の弟の定正が継いだ。また、次男・三浦高救とその嫡男・義同は相模三浦氏の三浦時高の養子となった。
持朝の存在またはその行動が、扇谷上杉家興隆の基礎を築いた一方で、関東地方を複雑な権力闘争の混乱に陥れた一因とも言えるかもしれない。